# Кирпичная готика

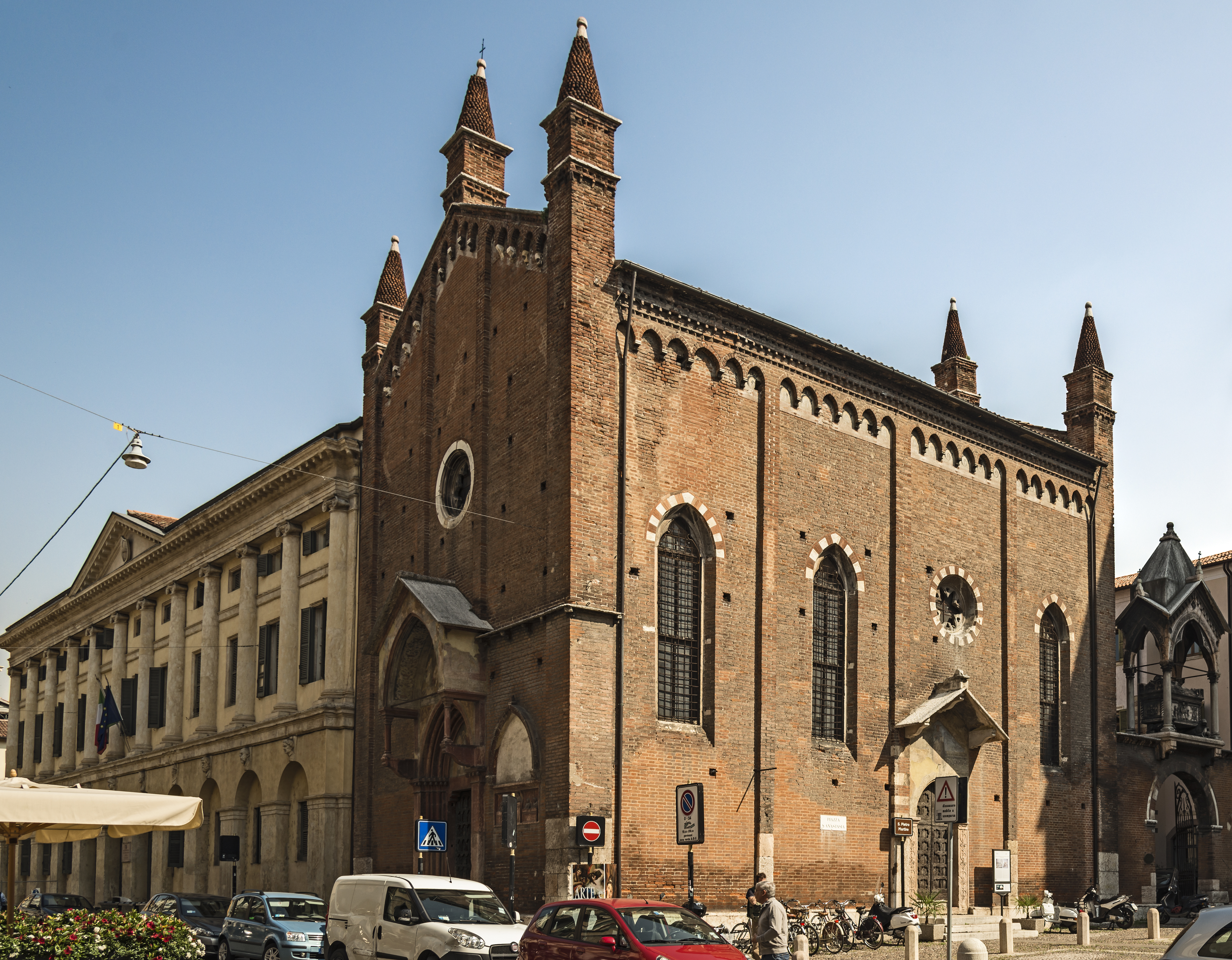
Церковь Святого Петра Мученика. 1350-е. Верона

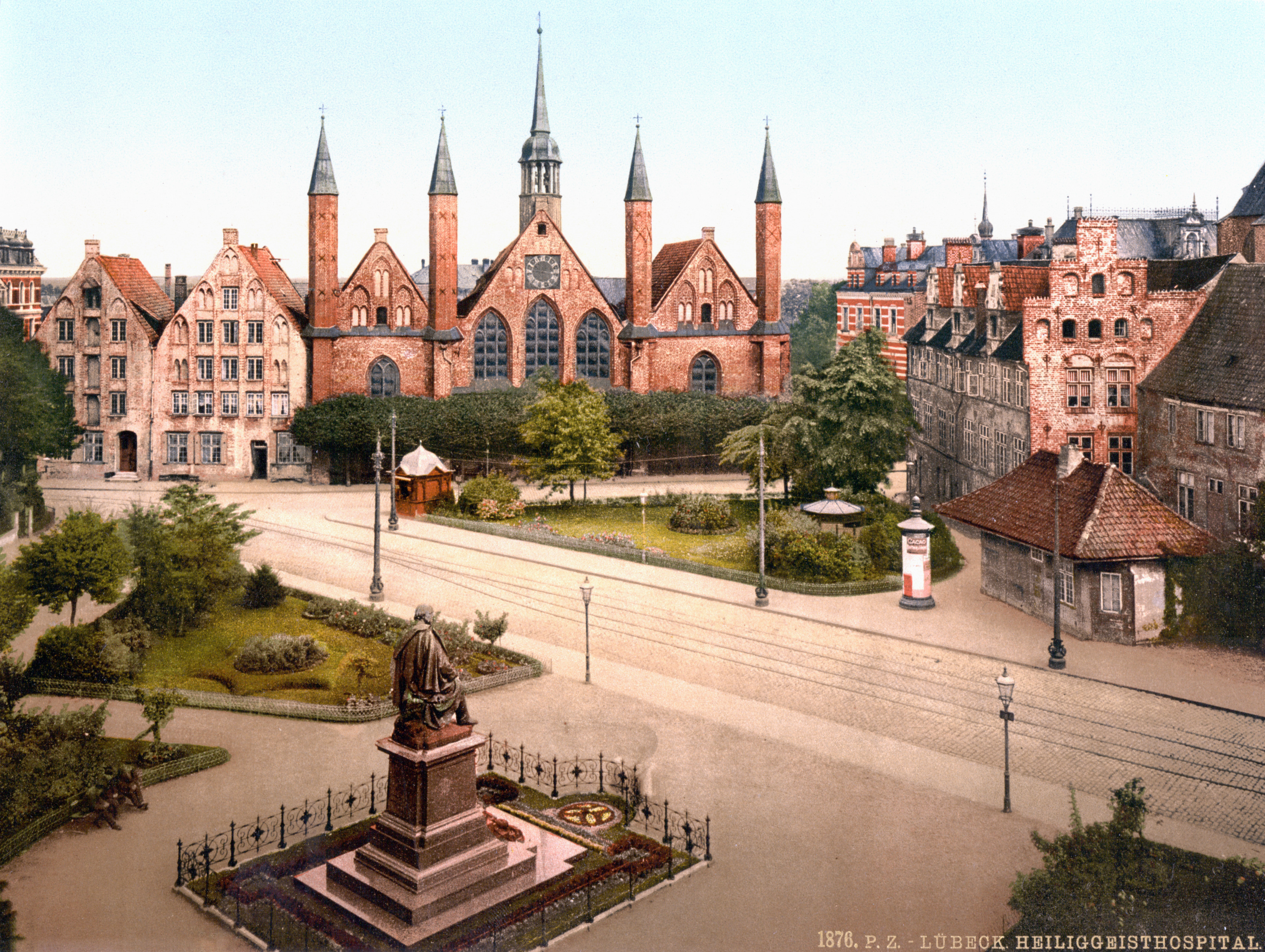
Ганзейский центр Любека в конце XIX века

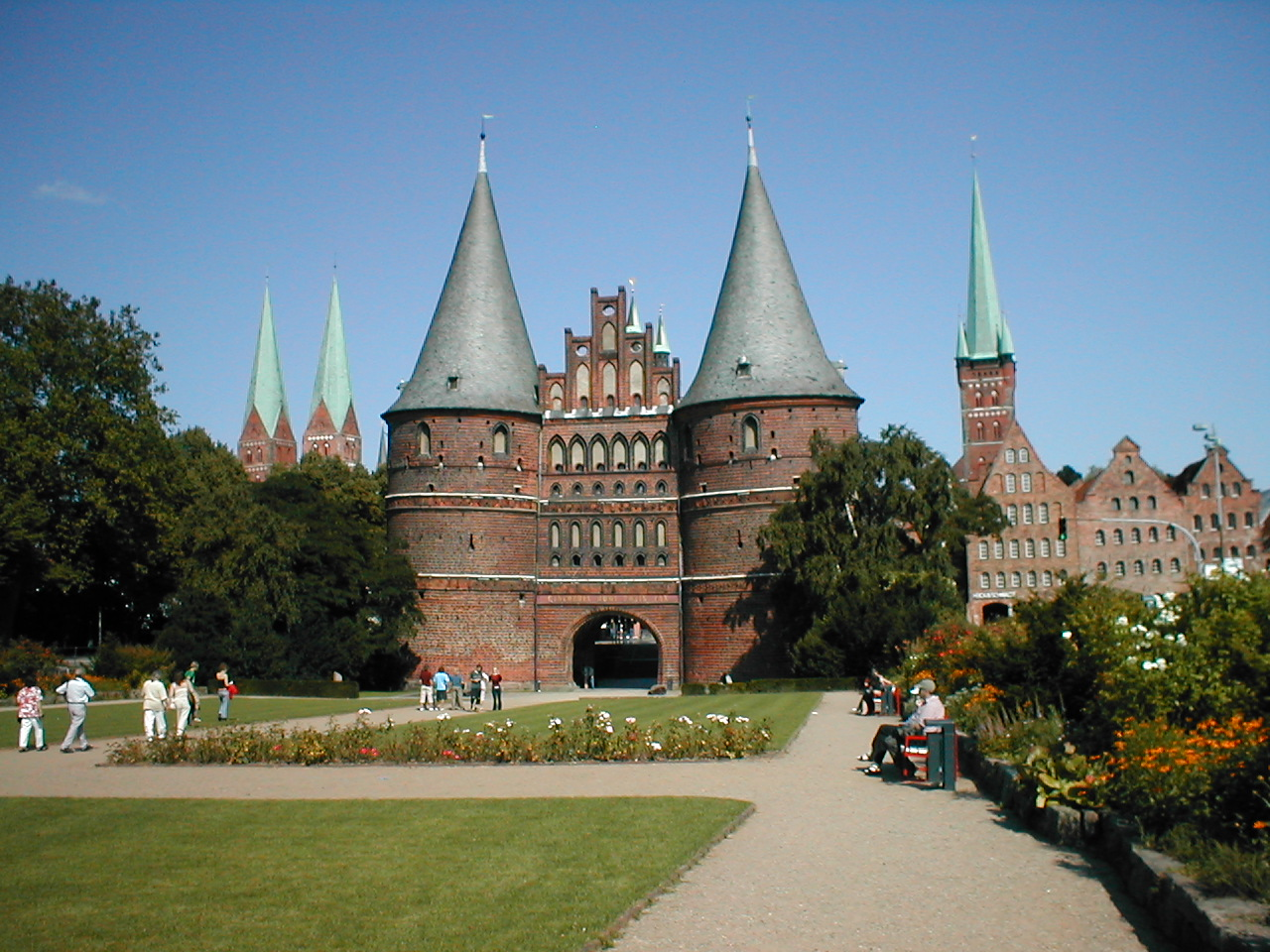
Голштинские ворота Любека

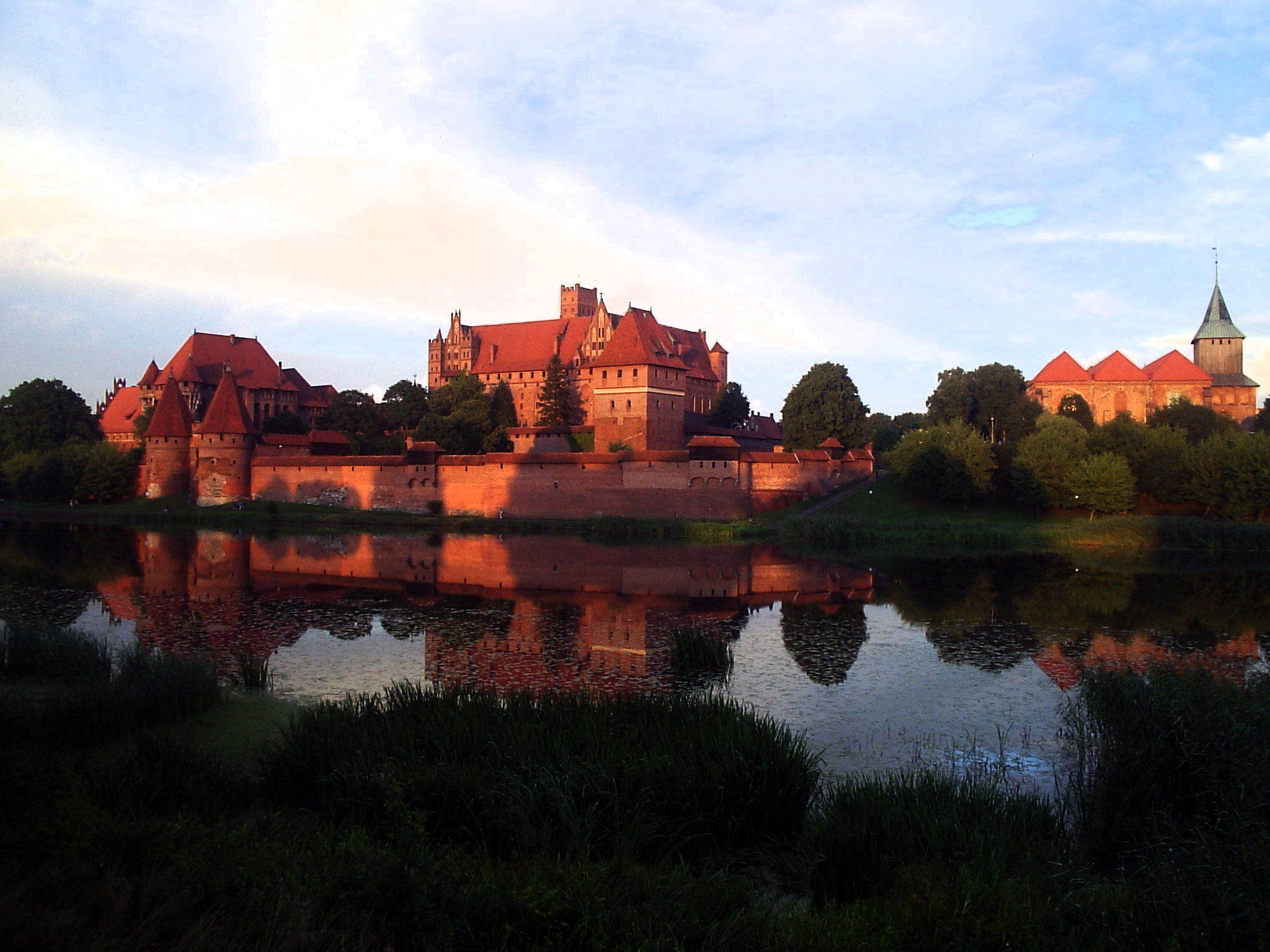
Орденский замок Мариенбург в устье Вислы

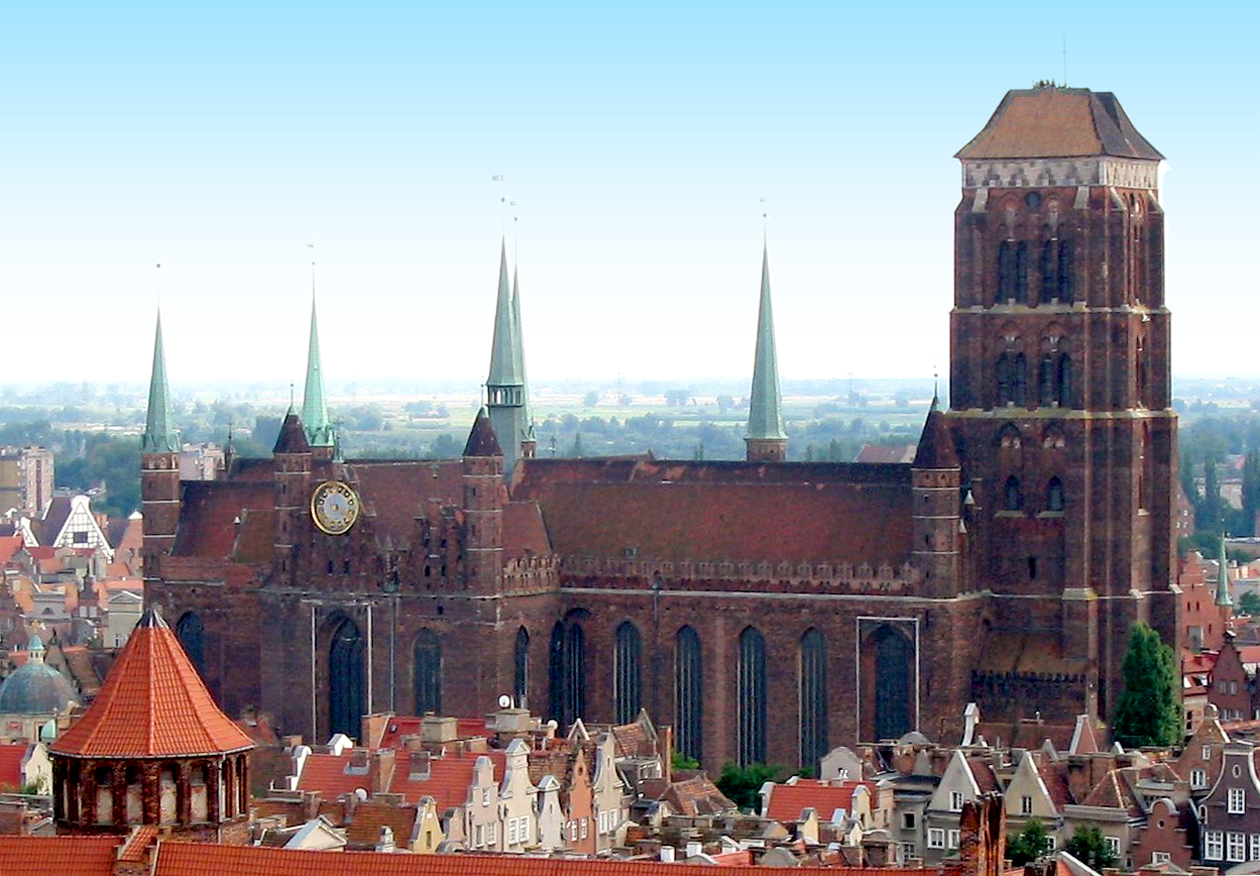
Церковь Девы Марии (Гданьск) — крупнейшее культовое сооружение в стиле кирпичной готики

Кирпичная, ганзейская или северогерманская готика (нем. Backsteingotik, пол. Gotyk ceglany) — историко-региональная разновидность готического стиля архитектуры, распространённая в  Нидерландах, Бельгии, Дании, Северной Германии, Польше, Белоруссии и Прибалтике в XIII—XVI веках.
Развитие этого стилевого течения в средневековой архитектуре стран Западной Европы отчасти предопределил дефицит и дороговизна строительного камня. Красный керамический кирпич как строительный материал стали использовать в Северной Европе в XII веке, поэтому самые древние кирпичные образцы относятся ещё к так называемой «кирпичной романике». В XVI в. кирпичную готику сменил «кирпичный ренессанс», а в XIX веке — неороманский стиль.
Для кирпичной готики характерны, с одной стороны, отсутствие скульптурных украшений, которые невозможно выполнить из кирпича, и, с другой стороны, богатство орнаментальных деталей кладки и структуризация плоскостей за счёт чередования красного либо глазурованного кирпича и известковой побелки стен. Сочетание красного кирпича с белокаменными деталями, побелкой фахверка или просто деревом, выкрашенным белой масляной краской, характерно для архитектуры Голландии, Англии, Восточной Пруссии XVI—XVIII веков и петровского барокко первой четверти XVIII в. в Санкт-Петербурге.
Многие города, внешний облик которых украшают готические сооружения из красного кирпича, являются объектами Всемирного культурного наследия ЮНЕСКО.

## Распространение

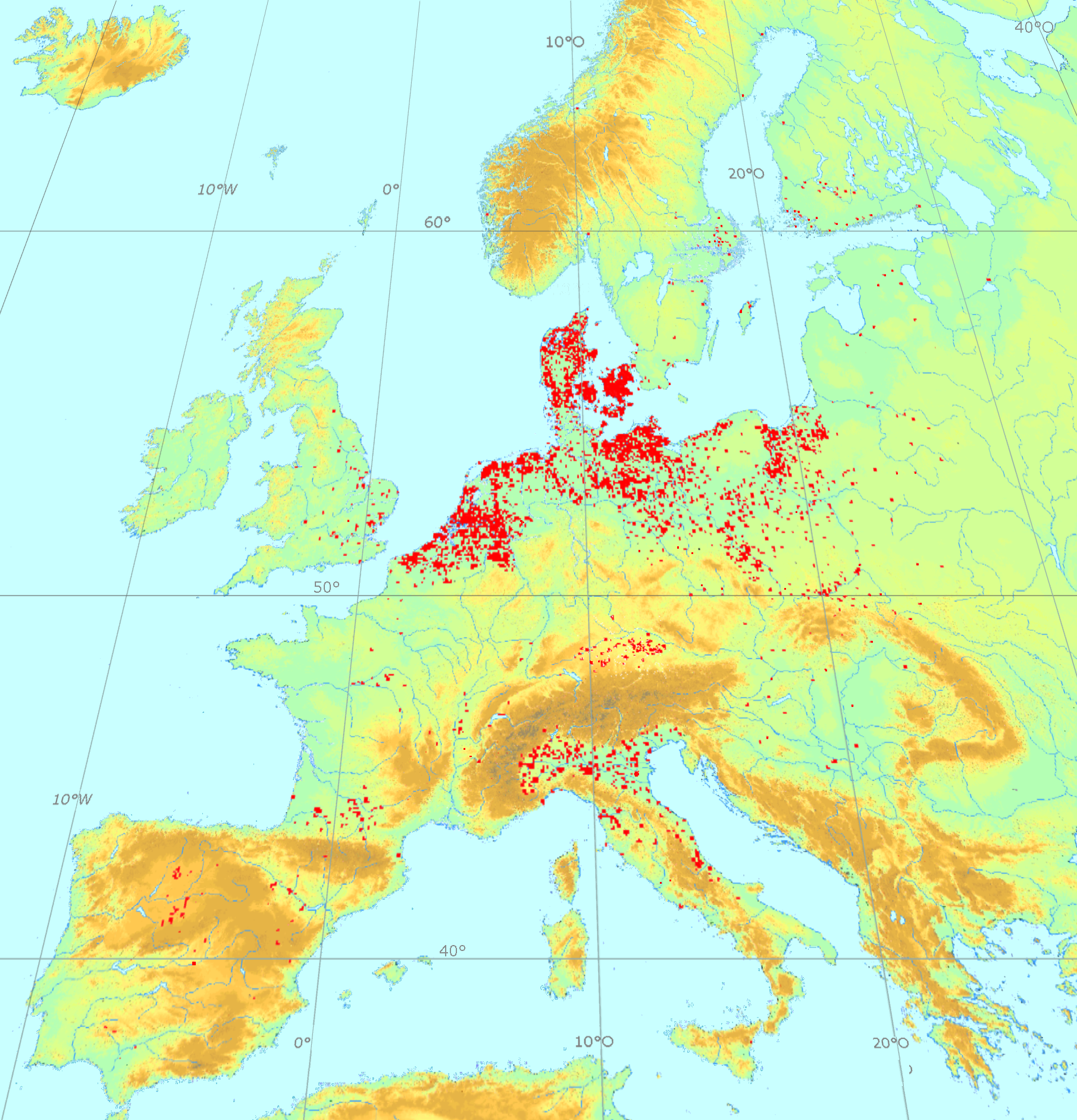
Карта Европы в сжатом виде показывающая распространение кирпичной готики

Образцы кирпичной готики встречаются в первую очередь в регионах, где отсутствуют запасы природного камня, в частности, в северных областях Польши на Северо-Германской низменности. Этот ареал практически полностью (за исключением Вестфалии и Рейнской области) совпадает с зоной влияния Ганзы, вследствие чего кирпичная готика стала символом этого могущественного союза городов и наряду с нижненемецким языком существенным элементом культуры Северной Германии. В Средние века и Новое время эта культурная область включала в себя южную часть Прибалтики и оказывала большое влияние на Скандинавию. Самый южный образец кирпичной готики в Германии — альтенбургская церковь на горе (нем. Bergkirche) находится далеко за пределами своего основного ареала распространения — в Тюрингии.
На северо-западе перевозки песчаника, использовавшегося как строительный материал, осуществлялись по рекам Везеру и Эльбе. Это привело к синтезу строгого стиля, характерного для регионов к востоку от Эльбы, с архитектурой прирейнских земель. Здесь кирпич использовался в первую очередь для возведения стен, а из песчаника изготавливались скульптурные украшения. Поэтому кирпич не несёт художественной нагрузки, и большинство сооружений на северо-западе Германии не относятся к кирпичной готике.
Отсутствие природного камня не обязательно вело к повсеместному формированию типичного стиля с использованием кирпича. Так, Верхняя Бавария и Верхняя Швабия также ощущали нехватку строительных материалов, но характерный «кирпичный» архитектурный стиль там не возник. Скульптурные украшения здесь изготавливались из штучного камня, либо кирпичная основа облицовывалась природным камнем, как, например, в церкви Святого Мартина в Ландсхуте и мюнхенской Фрауэнкирхе.

## Историческая обстановка
В ходе так называемой «восточной колонизации» XII—XIII веков немецкие купцы и колонисты с перенаселённого северо-запада Германии переселялись в районы проживания славян к востоку от Эльбы. В 1158 году Генрих Лев получил Любек, в 1160 году он завоевал Шверин, где располагалась резиденция славянских князей. Использовавшая насильственные методы колонизация продвигалась на восток вместе с христианизацией славян и учреждением Ратцебургского, Шверинского, Камминского (ныне Камень-Поморски) и Бранденбургского епископств.
Новые города вскоре вошли в состав Ганзейского союза и образовали его лужицкое подразделение с центром в Любеке и готландско-лифляндское в пригороде Ревеля (Таллина). Капитулярные и приходские церкви, ратуши, жилые дома богатых купцов и городские ворота, — и церковные, и светские сооружения в процветающих купеческих ганзейских городах отличались большой представительностью. За городскими стенами свой значительный вклад в развитие кирпичной архитектуры вносили монастыри, прежде всего цистерцианцев и премонстрантов. Тевтонский орден для обеспечения своего господства возводил из кирпича свои многочисленные замки на территории Пруссии и Ливонии.

## Развитие
Кирпичная архитектура появилась ещё в XII веке, то есть ещё при романском стиле. Долгое время в Северной Германии дома строили из дерева, которое конечно же не подходит для монументального строительства. Менее значимые сооружения, прежде всего, в сельской местности, вплоть до Нового времени строились в технике фахверка.
Красный кирпич заменил природный камень при строительстве кафедральных соборов и приходских церквей в Ольденбурге, Зегеберге, Ратцебурге, Шлезвиге и Любеке.
В Бранденбургской марке, где необходимость в строительных материалах ощущалась вдвое острее вследствие удалённости от Балтийского моря, в 1165 году при Альбрехте Медведе в Бранденбурге началось возведение из кирпича кафедрального собора. Однако центральное место в кирпичной архитектуре марки занимает монастырь в Йерихове.

## Характеристика
Кирпичные сооружения романского стиля ещё близки к «квадровой» архитектуре, поскольку её формы были перенесены на новую «кирпичную» технику. В готическую эпоху развивается оригинальный стиль кирпичной архитектуры, обусловленный нехваткой строительных материалов. Строения отличаются тяжеловесностью и монументальными размерами, однако внешне выглядят скромно и менее грациозно, чем постройки на юге Европы. Несмотря на это в них ощущается влияние архитектуры французских кафедральных соборов и вдохновлённой ими же «шельдовской готики» во Фландрии.
Со временем появились технологии, позволявшие добавить изысканности во внешний облик церквей: для контрастности с тёмным кирпичом углублённые части стен красили известью. Кроме этого началось производство фасонного кирпича, позволявшего лучше имитировать скульптурные украшения.

## Кирпич
Исходным материалом для производства красного кирпича, заменившего природный камень, служила глина, которой на Северо-Германской низменности было предостаточно.
Стандартом в строительстве представительских сооружений стал кирпич так называемого «монастырского формата» (от 28×15×9 см до 30×14×10 см со стыком в среднем 1,5 см). В отличие от «квадровой» готики как «монастырский кирпич», так и фасонный изготавливались на специальном производстве, а не непосредственно на строительной площадке.

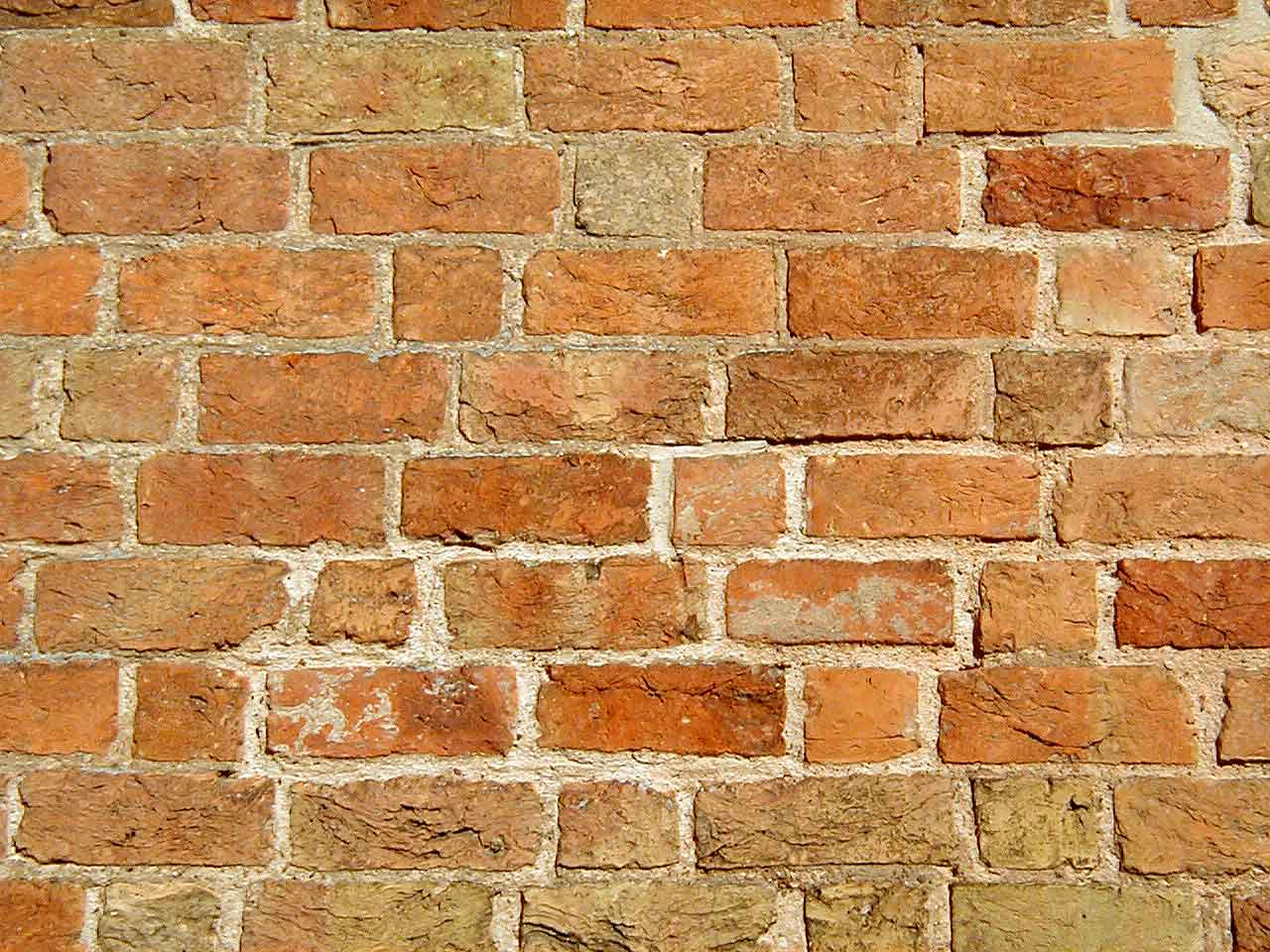
Готичная кладка кирпичной стены
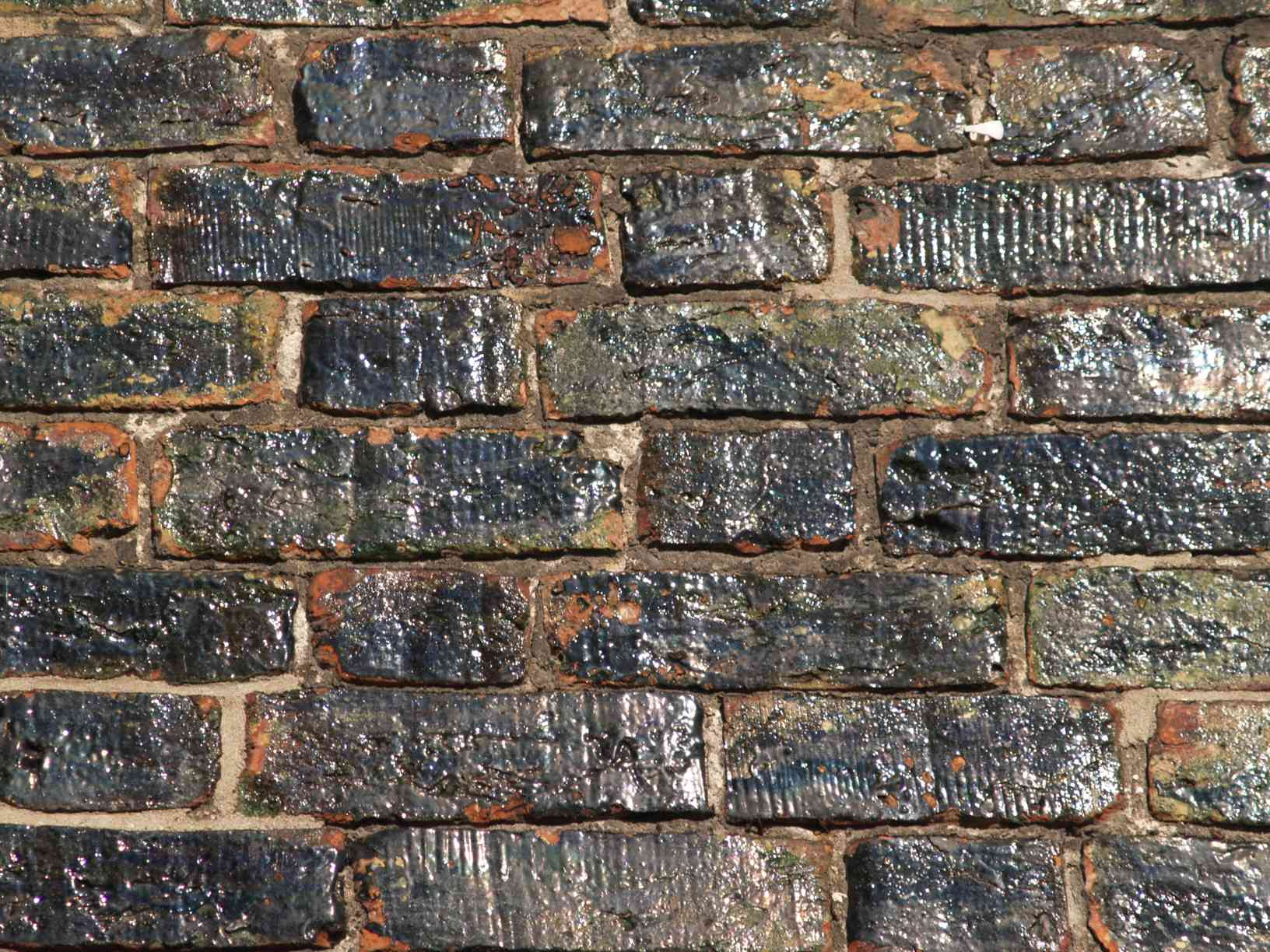
Глазурованный кирпич
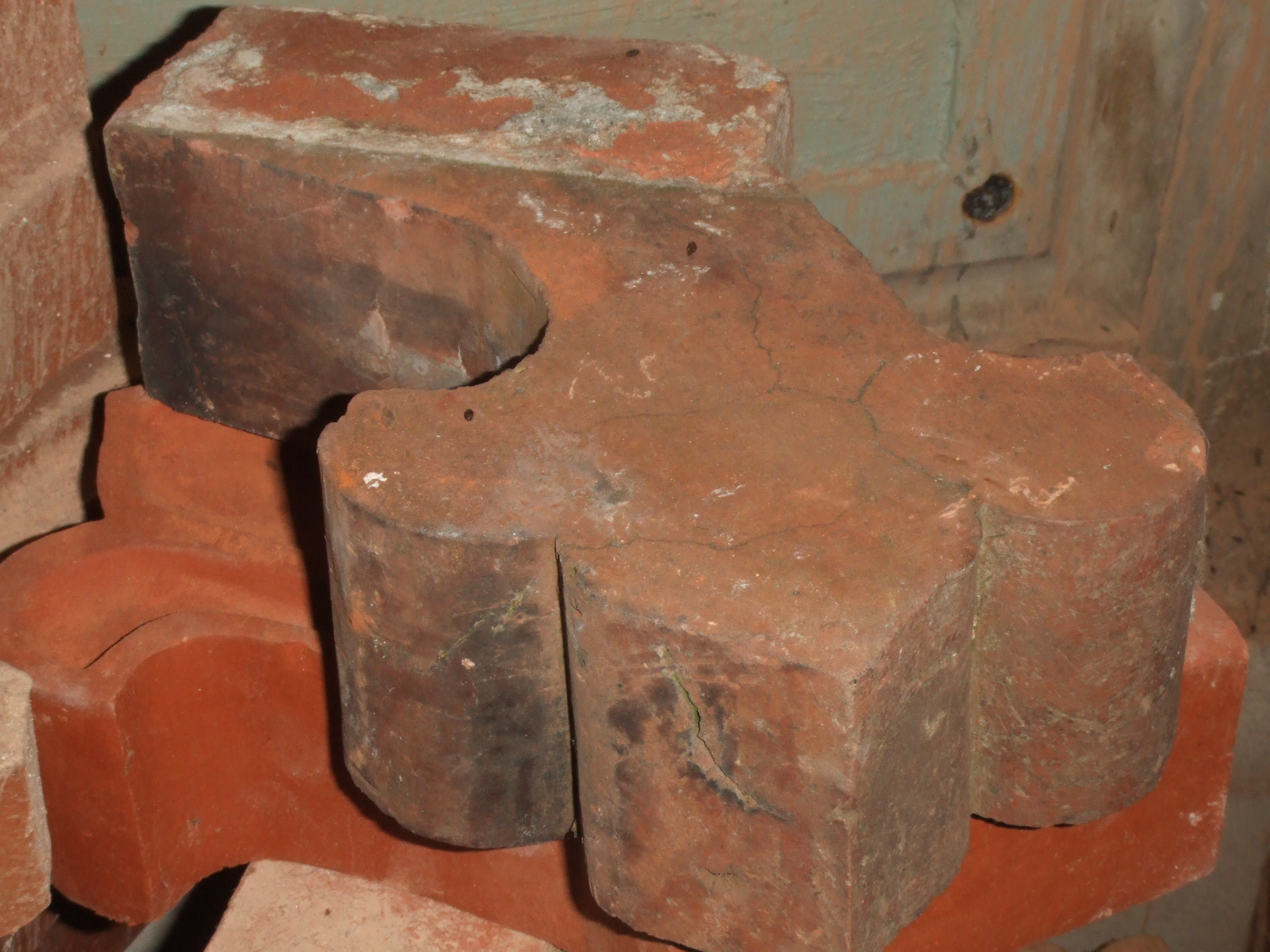
Фасонный кирпич
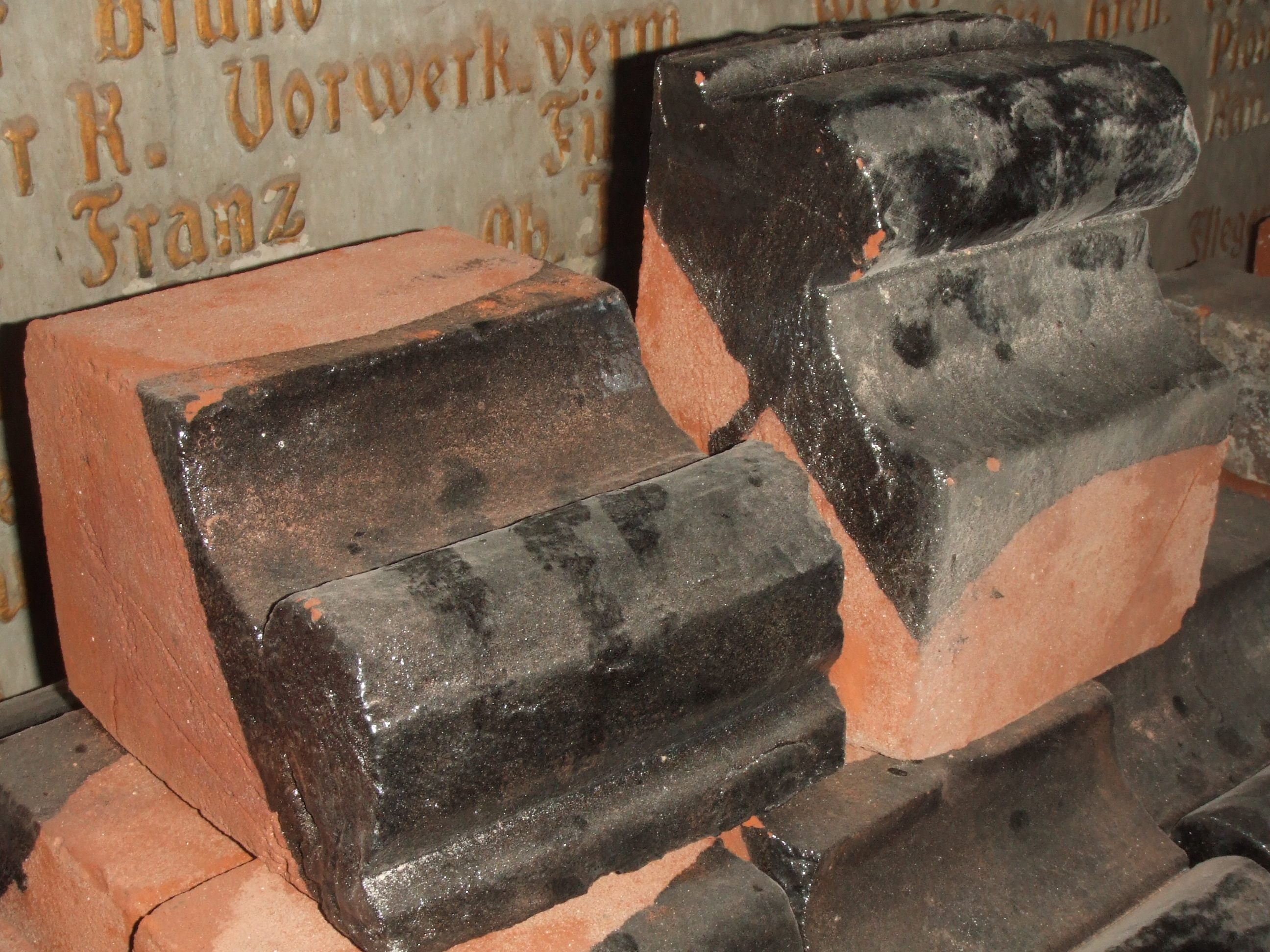
Чёрный глазурованный фасонный кирпич
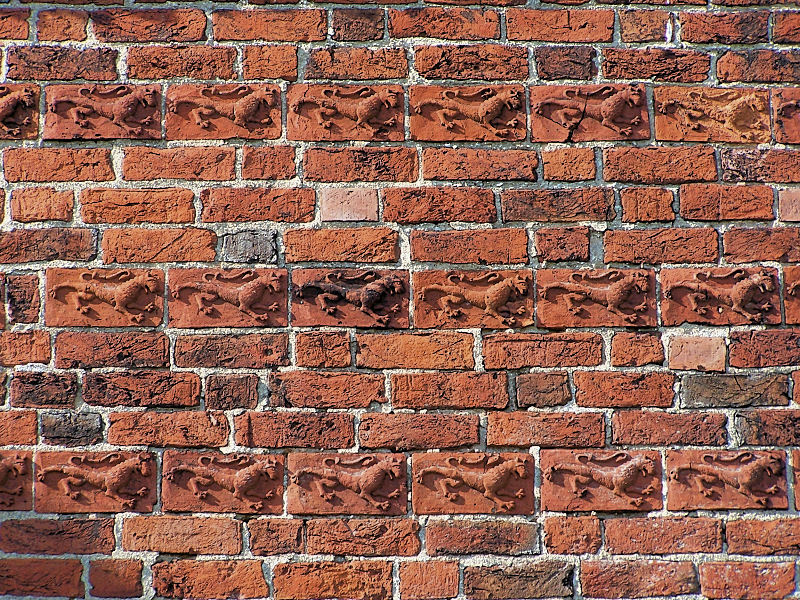
Кирпичный фриз деревенской церкви в Штеффенсхагене

## Неоготика XIX в
В XIX веке кирпичная готика пережила период ренессанса благодаря распространению в конце 60-х годов неоготики. Наиболее известными архитекторами, работавшими в этом стиле, были Фридрих Август Штюлер в Берлине и Симон Лошен в Бремене, Конрад Вильгельм Хазе в Ганновере и Карл Генрици. Характерным примером сооружения в стиле кирпичной готики является построенная по проекту Карла Фридриха Шинкеля Фридрихсвердерская церковь в Берлине.

## Известные образцы кирпичной готики

### Германия

#### Мекленбург-Передняя Померания
- Альтентрептов — церковь Св. Петра (Петрикирхе — нем. Petrikirche), городские ворота — Бранденбургские, Демминские
- Анклам — церковь Св. Марии (Мариенкирхе — нем. Marienkirche), Каменные ворота, церковь Св. Николая (Николайкирхе)
- Бад-Доберан — церковь Доберанского монастыря
- Берген-на-Рюгене — церковь Св. Марии
- Бютцов — Монастырская церковь
- Фридланд — церковь Св. Марии
- Грайфсвальд — собор Св. Николая, церковь Св. Марии, церковь Св. Якова (Якобикирхе — нем. Jakobikirche), жилой дом на Рыночной площади 11, монастырь Эльдена (под Грейфсвальдом)
- Гюстров — собор, церковь Св. Марии
- Мальхин — церковь Свв. Марии и Иоанна
- Нойбранденбург — церковь Св. Марии, церковь Св. Иоанна, городские укрепления (Штаргардские, Трептовские, Новые ворота)
- Росток — церковь Св. Марии, церковь Св. Николая, церковь Св. Петра, ратуша, аббатство Святого Креста, церковь Св. Якова (Якобикирхе), жилой дом на Крёпелинской улице, Керкхофхаус, городские ворота (Каменные и Крёпелинские)
- Шверин — Шверинский собор
- Штральзунд — Старый город (в списке Всемирного культурного наследия ЮНЕСКО), церковь Св. Николая, ратуша, церковь Св. Марии, церковь Св. Якова, монастырь Св. Иоанна, Вульфламхаус, монастырь Св. Екатерины
- Висмар — Старый город (в списке Всемирного культурного наследия ЮНЕСКО), церковь Св. Георгия (Георгенкирхе — нем. Georgenkirche), церковь Св. Николая, церковь Св. Марии, жилой дом «Старый швед», архиадиаконат, Водные ворота

#### Шлезвиг-ГольштейниГамбург
- Цисмар — Цисмарский монастырь
- Ойтин — церковь Св. Михаила
- Фленсбург — церковь Св. Николая
- Гамбург — церковь Св. Петра, церковь Св. Екатерины, церковь Св. Якова
- Любек — Старый город (в списке Всемирного культурного наследия ЮНЕСКО), церковь Св. Марии, ратуша, Любекский собор, Голштинские ворота, Крепостные ворота, церковь Св. Петра, церковь Св. Якова, Церковь Святого Эгидия (Эгидиенкирхе), Церковь Святой Екатерины (Катариненкирхе), Госпиталь Святого Духа, Крепостной монастырь, монастырь святой Анны, Канцелярия
- Мельдорф — церковь Св. Иоанна
- Шлезвиг — Собор Св. Петра

#### Бранденбург,БерлиниСаксония-Анхальт
- Бад-Вильснак — церковь чудодейственной крови Св. Николая
- Берлин — церковь Св. Марии, церковь Св. Николая, Серый монастырь
- Бранденбург-на-Хафеле — церковь Св. Екатерины, Собор Свв. Петра и Павла
- Корин — Коринский монастырь
- Доберлуг-Кирххайн — монастырь Добрилугк
- Франкфурт-на-Одере — церковь Св. Марии, ратуша
- Хафельберг — собор Св. Марии
- Ютербог — ратуша, монастырь, цистерцианский монастырь в ютербогской Цинне
- Клостер-Ленин — монастырь Ленин
- Пренцлау — церковь Св. Марии
- Зальцведель — церковь Св. Марии, церковь Св. Екатерины, бывшее здание ратуши в Старом городе, городские укрепления (Каменные и Нойпервские ворота)
- Штендаль — церковь Св. Марии, собор Св. Николая, ратуша, городские укрепления (Тангермюндские и Инглингские ворота)
- Тангермюнде — ратуша, церковь Св. Стефана, городские укрепления

#### Нижняя СаксонияиБремен
- Бардовик — Собор Свв. Петра и Павла
- Брауншвейг — здание библиотеки
- Бремен — Бременский собор, церковь Св. Мартина, Бременская ратуша (перестроена в стиле везерского ренессанса)
- Эбсторф — монастырь
- Ганновер — Рыночная церковь
- Худе — монастырь
- Лер — крепость Хардервюкенбург
- Люнебург — церковь Св. Иоанна, ратуша, церковь Св. Михаила, церковь Св. Николая
- Мариенхафе — церковь Св. Марии
- Ферден — Ферденский собор
- Винхаузен — Винхаузенский монастырь

### Дания
- Орхус — собор, церковь Св. Марии
- Хадерслев — собор Св. Мартина
- Оденсе — церковь Св. Кнуда
- Рибе — собор Св. Марии

### Швеция
- Мальмё — церковь Св. Петра
- Хельсингборг — церковь Св. Марии
- Стокгольм — церковь Св. Николая
- Стренгнес — Кафедральный собор Стренгнеса
- Истад — церковь Св. Марии, францисканский монастырь, Старая латинская школа

### Финляндия
- Турку — собор

### Эстония
- Тарту — собор, церковь Св. Иоанна

### Латвия
- Рига — Старый город (в списке Всемирного культурного наследия ЮНЕСКО), церковь Святого Петра, Домский собор, собор Святого Иакова, церковь Святого Иоанна, Дом Черноголовых

### Литва
- Вильнюс — костёл Св. Анны
- Каунас — Церковь Святой Гертруды

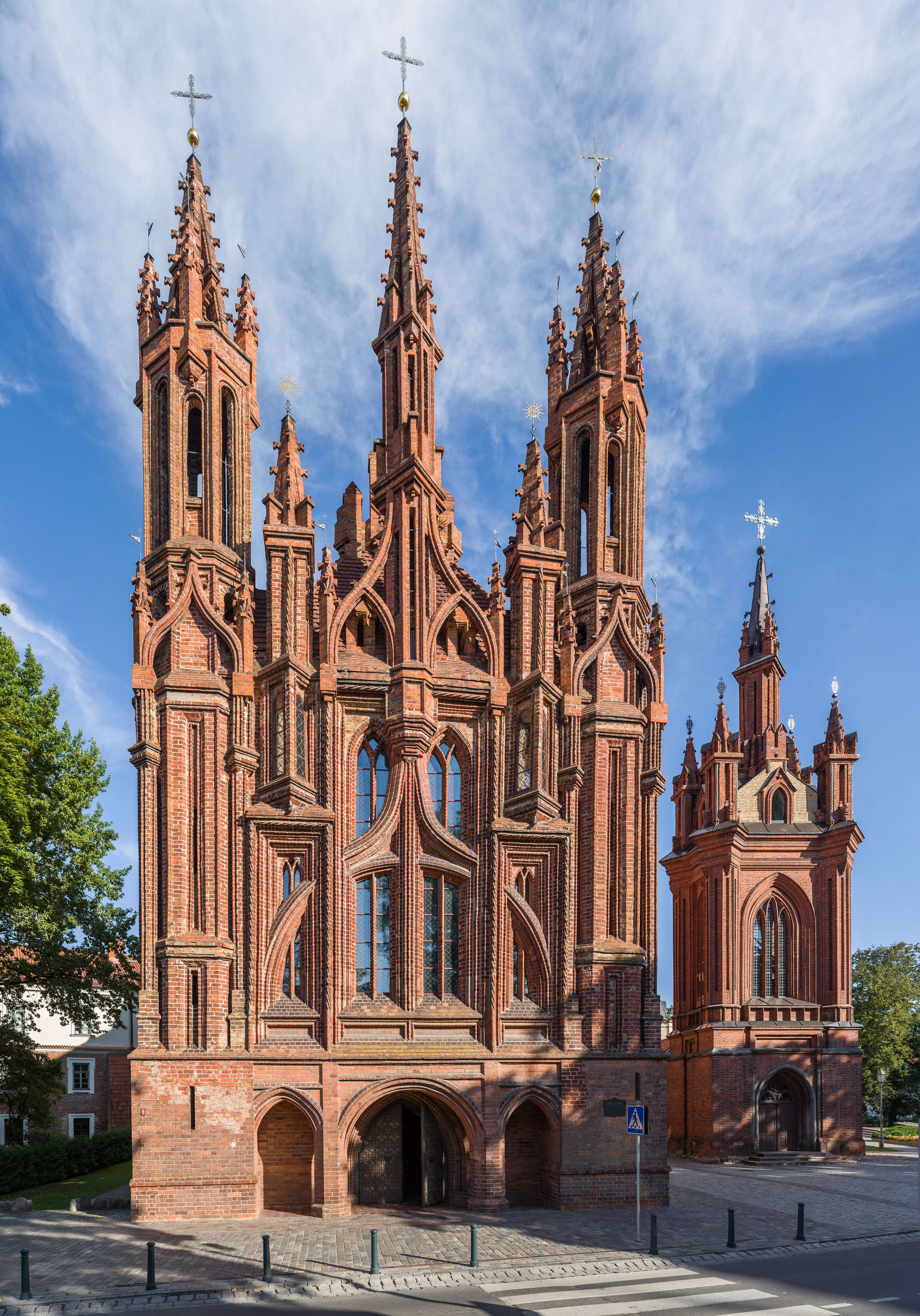
Костёл Святой Анны в Вильнюсе

- Тракай — Тракайский замок (замок литовских князей)

### Польша
- Ольштын — дворец соборного капитула, кафедральный собор Св. Якова
- Вроцлав — церковь Святой Марии Магдалины
- Камень-Поморски — кафедральный собор Св. Иоанна
- Гданьск — Костёл Св. девы Марии, Костёл Св. Екатерины, Журав
- Эльблонг — церковь Св. Николая
- Фромборк — кафедральный собор
- Гнезно — кафедральный собор
- Колобжег — собор Св. Марии
- Хойна — ратуша, церковь Св. Марии
- Краков — Костёл Св. Марии
- Хелмно — Костёл Св. Марии, церковь Свв. Петра и Павла
- Мальборк — замок Мариенбург (в списке Всемирного культурного наследия ЮНЕСКО)
- Щецин — кафедральный собор Св. Якова, ратуша
- Торунь — Старый город (в списке Всемирного культурного наследия ЮНЕСКО), церковь Св. Марии, ратуша, замок Тевтонского ордена

### Белоруссия
- Вселюб — Церковь Св. Казимира
- Мир — Мирский замок (в списке Всемирного культурного наследия ЮНЕСКО)
- Гензно — Церковь Св. Михаила
- Ишколдь — Церковь Св. Троицы
- Сынковичи — Церковь Св. Михаила
- Новогрудок — Церковь Св. Бориса и Глеба
- Мурованка — Церковь Рождества Богородицы

### Россия
- Владивосток — кирха Святого Павла (неоготика 1909 года)
- Великий Новгород — Владычная палата
- Курск — Храм Успения Богородицы (неоготика 1896 года)

#### Калининградская область

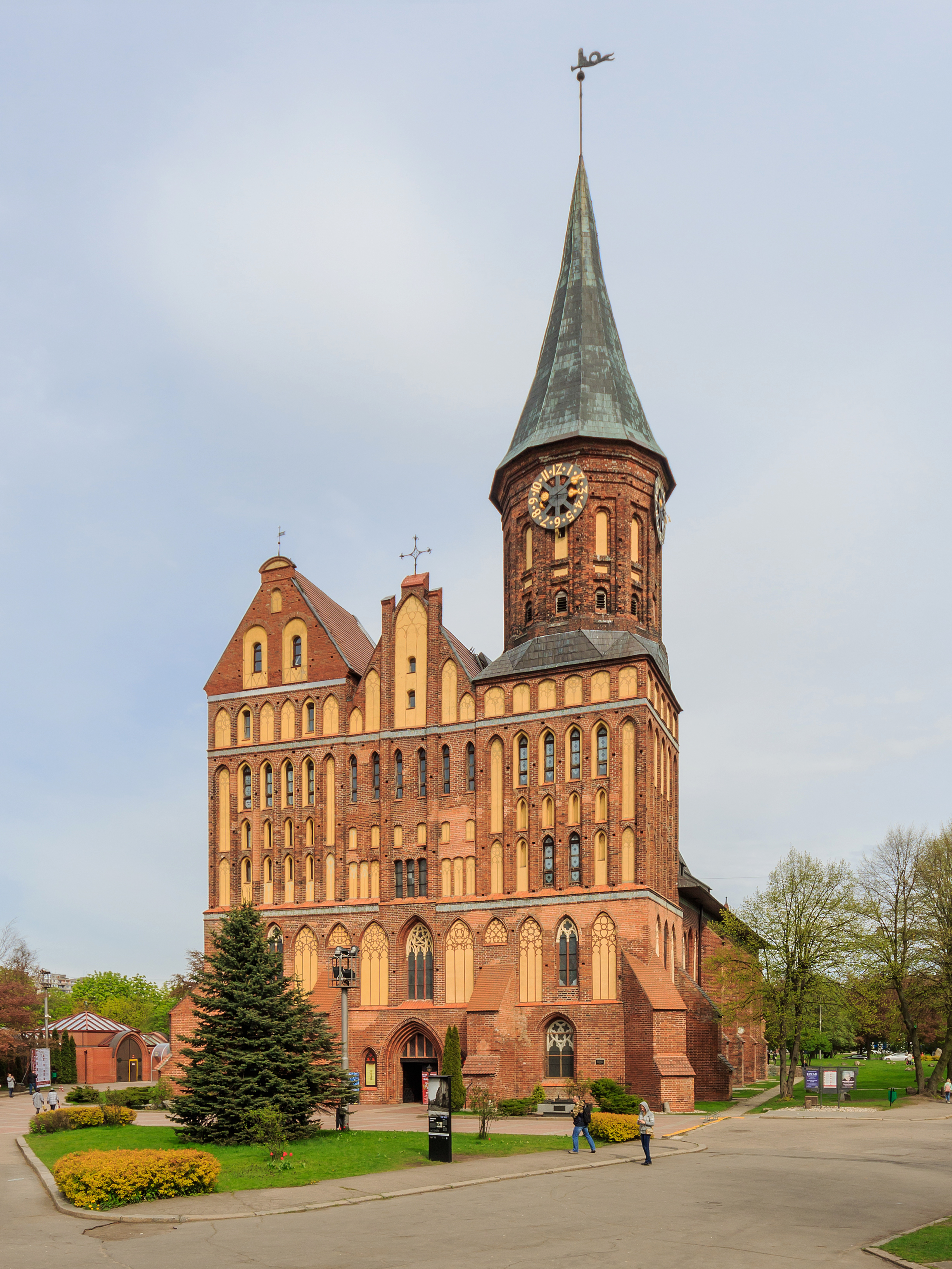
Кафедральный собор Кёнигсберга

- Кафедральный собор Кёнигсберга
- Замок Бальга
- Кирха Арнау
- Алленбургская кирха
- Кирха в Алленау
- Фридландская кирха
- Мюльхаузенская кирха
- Повунденская кирха
- Кирха памяти Королевы Луизы